# Никл(II)-сулфат
Никло-сулфат је неорганско хемијско једињење молекулске формуле NiSO4. Познати су хекса- и хепта-хидрат.

## Добијање
Хептахидрат се добија у реакцији никло-оксида или никло-карбоната и разблажене сумпорне киселине. У води се лако раствара.

## Својства
Хептахидрат никло-сулфата је чврста супстанца коју чине зелени кристали који су изоморфни са одговарајућим хидратима феро-сулфата и магнезијум-сулфата. Са гасовитим амонијаком гради непостојано једињење затвореноплаве боје, а са амонијум-сулфатом гради двогубу со никл-амонијум-сулфат која се употребљава за никловање.